# Paraphanolaimus anisitsi
Paraphanolaimus anisitsi är en rundmaskart som först beskrevs av Daday 1905.  Paraphanolaimus anisitsi ingår i släktet Paraphanolaimus och familjen Leptolaimidae. Inga underarter finns listade i Catalogue of Life.